# Pietra di Artognou

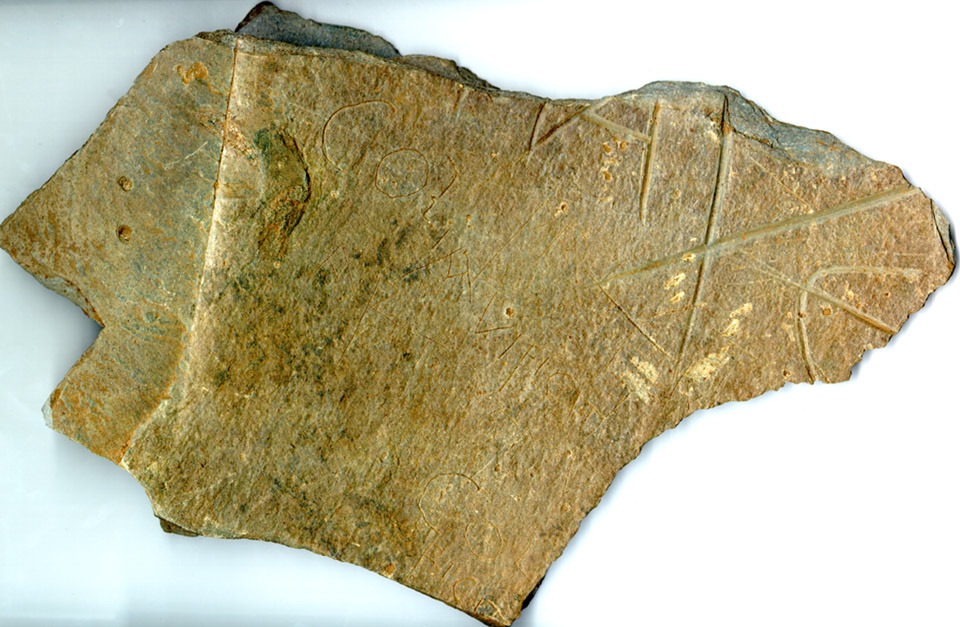
La c.d. pietra di Artognou

La cosiddetta pietra di Artognou, impropriamente detta pietra di Artù, è un frammento lapideo recante due iscrizioni graffite, venuto alla luce in Cornovaglia il 4 luglio 1998, nel castello di Tintagel, durante gli scavi condotti dall'archeologo Kevin Brady dell'Università di Glasgow, sul sito 'C' dell'area archeologica sul terrazzamento orientale della penisola.
Il frammento è un pezzo di riuso in ardesia, proveniente da un oggetto lapideo più grande, che era stato già spezzato in antico su tutti i lati e riutilizzato come copertura di un canale di raccolta delle acque piovane che circondava l'angolo sud-orientale di un edificio del sito C di Tintagel. La datazione correntemente accettata dagli studiosi è all'incirca  di VI secolo. Il suo riutilizzo avvenne un secolo dopo l'iscrizione.
A decretarne la celebrità mediatica è stata l'accattivante associazione del suo nome al leggendario personaggio regale della Britannia altomedievale, sulla base di vari elementi: l'alta datazione proposta dagli studiosi; l'assonanza fonetica tra il nome di Re Artù e un antroponimo ARTOGNOV (Artognou) leggibile sulla pietra; il luogo stesso del ritrovamento, strettamente legato alle atmosfere leggendarie del ciclo arturiano. Il castello di Tintagel, ad esempio, secondo Goffredo di Monmouth, sarebbe proprio il luogo di nascita dello stesso re Artù.
Gli studiosi, tuttavia, sono concordi nel respingere qualsiasi fantasiosa associazione del reperto con la figura e il nome di re Artù, e nel confutare la connessione dell'iscrizione con la controversa questione della sua storicità.
L'importanza del graffito risiede nel fatto che esso dimostra, anche dopo la Caduta dell'Impero romano d'Occidente, la persistenza della romanizzazione e dell'alfabetizzazione nella Britannia postromana. La pietra rappresenta anche l'unica iscrizione, proveniente  da questo sito, che non sia riferibile a un contesto religioso, cultuale o funerario.

## Datazione del reperto

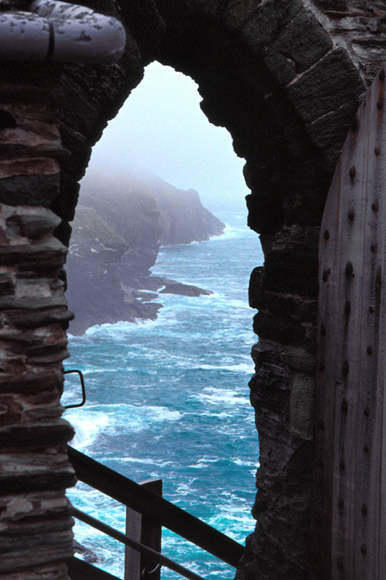
La costa della Cornovaglia vista dal castello di Tintagel.

L'attribuzione del reperto a un contesto temporale di VI secolo si basa principalmente sull'analisi del «chiaro contesto stratigrafico» nel quale il frammento era inserito, caratterizzato da una stratificazione rimasta inalterata, che evidenzia la compresenza di ceramica d'importazione appartenente a una tipologia ben conosciuta e, per questo motivo, databile con sicurezza al quinto-sesto secolo. Un altro elemento a favore di questa datazione proviene da considerazioni linguistiche e paleografiche: alcune delle lettere utilizzate accomunano l'epigrafe ad altre iscrizioni, successive al 500 d.C., diffuse in un'ampia area dalla Cornovaglia alla Scozia; tali lettere, inoltre, sono note anche da iscrizioni del VI secolo, rinvenute in alcune località poco a nord della Cornovaglia, nei territori che furono del Regno di Dumnonia.

## Iscrizioni
Il pezzo di ardesia, delle dimensioni di 20x35 cm. (circa 8x14 pollici), ha restituito due iscrizioni, una più lunga, sulla parte inferiore, che contiene l'antroponimo Artognou, e una seconda sulla parte superiore, di 4 lettere, di cui solo 3 rimangono leggibili. Le due iscrizioni sono indicate, rispettivamente, con le sigle TNTIS/1/1 e TNTIS/1/2, secondo la codifica utilizzata dal database del CISP - Celtic Inscribed Stones Project dell'University College di Londra.

### Iscrizione diArtognou(TNTIS/1/1)
L'iscrizione sulla parte inferiore del pezzo è quella che ha reso famoso il reperto. È incisa meno profondamente, ma è quella meglio risparmiata dalla rottura del pezzo.
Sono riconoscibili cinque linee, PATER / COLIAVIFICIT / ARTOGNOU / COL[.] / FICIT (dove [.] indica una lettera illeggibile). La scritta è stata espansa e integrata così: PATER / COLI AVI FICIT / ARTOGNOU / COL[I] FICIT.

#### Considerazioni paleografiche
Da un punto di vista paleografico, l'iscrizione rivela le seguenti caratteristiche: la presenza di lettere A con la barra spezzata, lettere R con il piede orizzontale, la G e N in grafia semionciale, lettere con aste allungate, e un tipo di L dalla forma quasi identica a una Z.

#### Caratteristiche linguistiche
Si tratta di un'iscrizione sostanzialmente latina, in cui sono però riconoscibili primitive inflessioni antico irlandesi e britanniche. Il termine Artognou, ad esempio, è un antroponimo strettamente imparentato al brittonico Artnou/Arthnou, attestato nell'882 d.C.. Col è invece un termine maschile goidelico, forse un antroponimo in antico irlandese (Coll/Collas?).

#### Interpretazione
La lettura proposta dagli scopritori è «Artognou, padre di un discendente di Coll fece (questo)». La frammentarietà del reperto non permette però di andare oltre la lettera della frase, per cui, ad esempio, la stessa funzione dell'iscrizione rimane oscura.
Un successivo esame, nel 1999, ha portato a riconoscere un'ulteriore lettera, la N, proprio in prossimità del margine fratturato, contigua al termine PATER. Con questa integrazione l'iscrizione diventa: PATERN[--] / COLIAVIFICIT / ARTOGNOU / COL[.]  FICIT (dove [--] indica una lacuna di lunghezza sconosciuta): integrata ed espansa, l'iscrizione diviene  PATERN[--] COLI AVI FICIT ARTOGNOU COL[I] FICIT.
La frase ammette la seguente traduzione: «"Artognou discendente di Patern[us] Colus fece (questo). Colus fece (questo)"».
In entrambi i casi, non vi è assoluta sicurezza sul fatto che la riga finale (COL[.]  FICIT) faccia tutt'uno con il testo delle prime tre righe (PATERN[--] / COLIAVIFICIT / ARTOGNOU).

### Iscrizione TNTIS/1/2
La seconda iscrizione, che sormonta l'altra, si presenta profondamente incisa ma è restituita in maniera estremamente frammentaria essendo mutila a causa della fratturazione del pezzo originale.
Rimangono solo tre lettere, precedute da una quarta andata perduta; le tre lettere possono essere lette come AXE o AXC (la terza lettera non è infatti identificabile con sicurezza): essa costituisce forse la chiusa di un'iscrizione in caratteri paleograficamente classici (cioè in alfabeto greco o latino). L'esame al microscopio delle incisioni ha confermato che questa iscrizione precede quella di Artognou e può forse collocarsi nella tarda romanità.

### Importanza dell'iscrizione TNTIS/1/1
La pietra di Artù occupa una posizione eccezionale nel contesto degli altri ritrovamenti epigrafici provenienti dal sito di Tintagel, che ha conosciuto una lunga frequentazione dopo la caduta dell'impero romano.
Con riferimento all'iscrizione che reca l'antroponimo «Artognou», si può affermare che: 
- essa rappresenta l'unico ritrovamento di un'iscrizione che può definirsi "profana", che non risale cioè a un contesto ecclesiastico o monastico, né è comunque riferibile a esigenze cultuali o a forme di ritualità funeraria;
- l'iscrizione fornisce un'importante prova storica sulla persistenza, almeno nelle classi egemoni della Britannia postromana, di uno stile di vita romanizzato e alfabetizzato e, in definitiva, della persistenza di una cultura romano-britannica anche dopo la fine della Britannia romana e il disfacimento dell'Impero romano d'Occidente.
- L'uso di ficit in luogo di fecit (it.: "fece") indicherebbe la presenza di una forma linguistica latina post-classica, ovvero di una lingua neolatina[9] nella Britannia postromana (v. Lingua romanza britannica).

### Rapporti con la figura e la storicità di re Artù

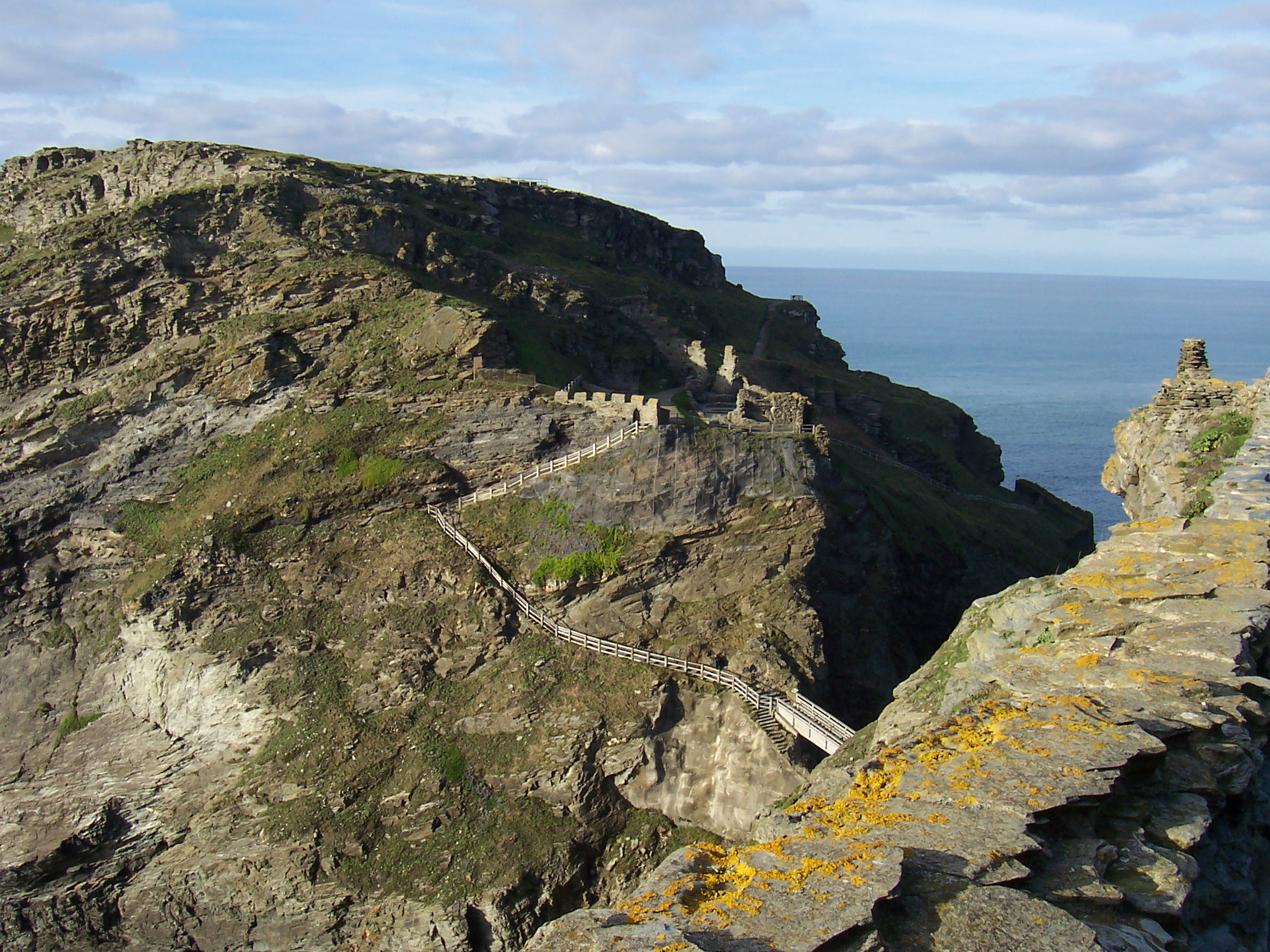
Resti del sito di Tintagel

La notizia del ritrovamento ha fatto molto scalpore nella stampa e nei mass media, per l'inattesa associazione dall'antroponimo "Artognov" al nome del leggendario Artù: in questi termini, il reperto archeologico andava a collegarsi con la cosiddetta controversia arturiana, il dibattuto problema della storicità della figura di Re Artù.
Tuttavia, analisi linguistiche e onomastiche inducono a più prudenti valutazioni: pur riconoscendo al frammento la sua grande importanza storica e documentaria, gli studiosi respingono l'affascinante ipotesi di un rapporto con la figura letteraria e leggendaria di Artù, attenuandone perfino l'associazione onomastica.
Infatti il nome latino Artognou corrisponde ad Arthnou in britannico; questo, a sua volta, contiene una radice celtica art-os, corrispondente all'antico irlandese art, e al gallese arth, con il significato di orso (ma cfr. anche il greco antico ἄρκτοσ (árktos), con pari significato). Si tratta di una radice ricorrente in diversi altri antroponimi celtici come ad esempio Arthmail, Arthien. Per questo non può essere letto univocamente come Arthur: viene a cadere, in questo modo, la stessa associazione diretta  al nome del personaggio leggendario.
Trascurando quindi l'identificazione di Artognov con Artù, e quindi con il Re Artù stesso, l'iscrizione documenta al massimo che, nella Britannia dell'epoca, era in uso un nome che aveva assonanza con quello del re leggendario della Britannia.